# West Bromwich
Pour les articles homonymes, voir Bromwich.
Vous pouvez aider à l'améliorer ou bien discuter des problèmes sur sa page de discussion.
- Il ne cite pas suffisamment ses sources. Vous pouvez indiquer les passages à sourcer avec {{référence nécessaire}} ou {{Référence souhaitée}}, et inclure les références utiles en les liant aux notes de bas de page. (Marqué depuis avril 2024)
- Certaines informations devraient être mieux reliées aux sources mentionnées dans la bibliographie ou les liens externes. Améliorez sa vérifiabilité en les associant par des références. (Marqué depuis avril 2024)

- Archive Wikiwix
- Bing
- Cairn
- DuckDuckGo
- E. Universalis
- Gallica
- Google
- G. Books
- G. News
- G. Scholar
- Persée
- Qwant
- (zh) Baidu
- (ru) Yandex
- (wd) trouver des œuvres sur Wikidata

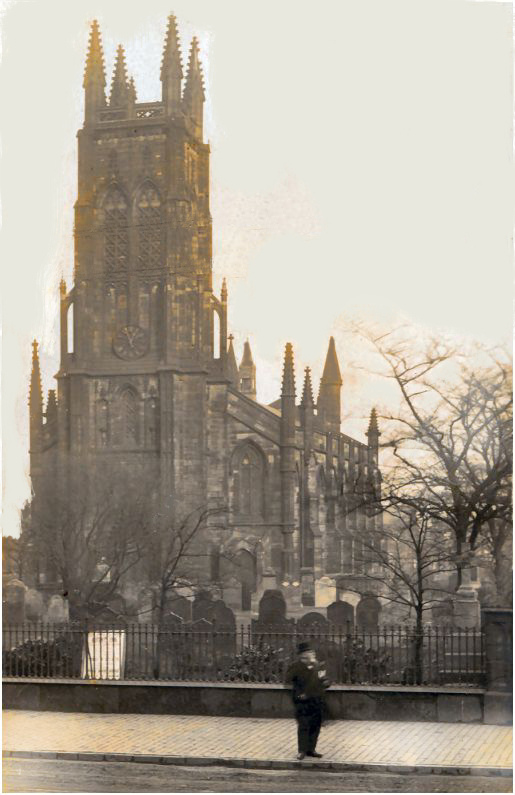
Christ Church de West Bromwich vers 1910

West Bromwich (/wɛst ˈbrɒmɪtʃ/) est une ville britannique, située dans le comté des Midlands de l'Ouest, sur la route A41 (en). Elle est à environ 8 km au nord-ouest de Birmingham. La population était de 136 940 habitants lors du recensement de 2001.
Située dans le Black Country, nom donné à cette région pour son caractère très industriel (extraction de minerai, charbon, sidérurgie, métallurgie, aciéries, etc.), elle fait partie du groupement de communes de Sandwell. Bien que proche de Birmingham, la majorité de sa population refuse d'être assimilée à cette dernière et reste fière de sa propre identité.
Le dialecte du Black Country (en), très connu pour être particulier, varie légèrement selon les endroits.

## Histoire
Son nom apparaît en 1086 dans le Domesday Book, créé par Guillaume le Conquérant. Il signifiait "petit village sur la lande de genêts". Au XIIe siècle de notre ère existait un prieuré bénédictin. Au XIXe siècle, on y découvrit du charbon à l'ouest de Broomwich Heath, d'où le nom de la ville.
Une épidémie de choléra la frappa en 1831. En 1832, elle fut intégrée au Staffordshire. Après 1918 et la fin de la guerre commença un programme de réhabilitation des vieilles maisons, construites pour les ouvriers de la Révolution industrielle. Elles représentaient un danger sanitaire car délabrées. Cependant certaines existent toujours.
Durant les années 1950 et 1960, une immigration de masse s'effectua en provenance du sous-continent indien et des Caraïbes. Comme bien des régions des Midlands de l'Ouest, la ville fut touchée par la récession des années 1970 et 1980 et bien que certaines usines et industries soient toujours en activité, le taux de chômage reste élevé dans certains quartiers.

## Circonscriptions
La ville comporte deux circonscriptions électorales. Celle de West Bromwich East a pour député depuis 2019 Nicola Richards du parti conservateur. Celle de West Bromwich West a pour MP Shaun Bailey, également conservateur.

## Économie
L'ingénierie, la technologie et l'industrie chimique ont été les moteurs de la Révolution industrielle dans cette ville et des emplois sont encore préservés dans ces branches malgré le déclin industriel des années 70.

## Santé
L'hôpital de Sandwell se trouve dans le centre. Il fait partie du groupement hospitalier de Sandwell et Birmingham, l'un des plus grands CHU du Royaume.

## Patrimoine
La Mairie, ouvrage de brique et de pierre de style gothique italien est au centre de High Street. Elle a été construite entre 1874 et 1875. Son grand orgue, inauguré en 1862, est considéré de haute valeur technique et artistique.

## Religion
La religion chrétienne est la plus représentée en nombre avec neuf églises Anglicanes, appartenant à l'Église d'Angleterre. L'Église catholique est aussi représentée ainsi que les Églises baptiste, méthodiste, pentecôtiste.
L'Islam est représenté par deux mosquées. Des[Combien ?] gurudwaras sikhs y existent également.

## Sport
Le club de football de la ville est le West Bromwich Albion, vainqueur du championnat en 1920 et de la coupe d'Angleterre à cinq reprises, dont la dernière en 1968.

## Personnalités nées à West Bromwich
- Billy Bassett (1869–1937), joueur international et dirigeant de football.
- Chippy Simmons (1878–1937), joueur de football.
- Jesse Pennington (1883–1970), footballeur.
- Edwin Radford (1891–1973), journaliste et auteur de roman policier.
- Raymond Cattell (1905–1998), psychologue et professeur d'université.
- Jimmy Whitehouse (1924–2005), joueur de football.
- Ailsa Land (1927–2021), économiste.
- Gerry Ashmore (1936–2021), pilote de Formule 1.
- Robert Plant (20 août 1948), chanteur et harmoniciste.
- Phil Lynott (20 août 1949-4 janvier 1986), musicien irlandais.
- K. K. Downing (27 octobre 1951), guitariste et cofondateur du groupe de heavy metal Judas Priest.
- Ian Hill (20 janvier 1951), bassiste et fondateur du groupe de heavy metal Judas Priest.
- Dennis Stewart (12 mai 1960), judoka.
- Cheryl Peake (1966–2013), patineuse artistique.
- Dean Smith (19 mars 1971), footballeur reconverti en entraîneur.
- Denise Lewis (27 août 1972), athlète.
- Elliot Knight (10 juillet 1990), acteur.
- Ethan Ebanks-Landell (12 décembre 1992), footballeur.
- Miles Storey (4 janvier 1994), footballeur.